# 이인녕
이인녕(李麟寧, 1800년 8월 28일 ~ 1883년 11월 5일)은 조선 후기의 문신, 통역관이다. 초명은 일령(馹寧), 자(字)는 공유(公游)이고 본관은 우계(羽溪)이다. 태화 이현상의 아들이고, 이기녕 분서 이봉녕의 친동생이다. 1879년(고종 16) 승문원 이문학관에 임명되고, 부사맹을 거쳐 1880년 다시 이문학관에 재직 중 통정대부로 승진했다. 그해 부호군을 역임했다. 다른 이름은 이인녕(李獜寧)이다. 경기도 포천 일동 출신.

## 생애
경기도 포천 영평현 일동면 기산리 출신으로, 아버지는 성균관전적 유곡도찰방, 문천군수 태화 이현상(太華 李顯相)이고, 어머니는 풍양조씨(豊壤趙氏)로 관찰사 조성보의 5대손 승사랑 조기영(趙基永)의 딸이다. 자(字)는 공유(公游)이고, 아호는 미상이다. 처음 이름은 일령(馹寧)으로 뒤에 인녕으로 개명하였다. 족보에는 그의 처음 이름은 실전되었지만, 그의 형 이봉녕과 이기녕의 사마방목 입격자 기록에는 그의 이름이 일령으로 되어 있다. 1876년(고종 13) 이후에 이름을 개명하였으나 개명 시점은 알 수 없다.
그가 어느 시점에 어떤 이유로 경기도 영평에서 경상북도 순흥부로 이주했는지는 알 수 없다. 그의 형 이기녕 역시 순흥에 거주하고 있었으며, 형 기녕이 생원시에 입격할 1876년(고종 13) 무렵까지도 순흥에 있었다. 몇 번의 과시에 응시했지만 거듭 낙방하였다. 족보에는 실전되었지만 후대에 2016년에 한때 경매로 나왔던 이일녕(李馹寧, 뒤에 인령(麟寧)으로 개명)은 후일 영평 일동에서 둘째 형 기녕을 따라 단양(丹陽)으로 이주해서 생활했는데, 년대를 알 수 없는 일녕의 시권지(詩券紙)에 祖 通德郞 漢雲, 외조 승사랑 조기영 풍양으로 되어 있어 조부 이한운의 최종 관직은 통덕랑, 외조부 조기영의 관직은 승사랑으로 기입된 것이 확인되었다.
아버지 태화 이현상은 순조 초기의 문신으로 일본에 파견되는 조선 통신사 김이교, 이면구의 제술관으로 일본을 다녀왔다. 맏형 이학녕은 초기에 문중의 족보 편찬에 간여했으나 일찍 죽었고, 둘째 형 이기녕은 78세의 고령에 진사시에 합격하여 자헌대부 지중추부사에 이르렀다. 셋째 형 이봉녕은 1826년 동지사의 부사와 1836년에는 동지정사로 청나라를 다녀온 신재식의 수행원이었으며 문인으로도 활동했다. 구한 말의 판사, 검사인 이휘선은 형 봉녕의 손자로, 그의 종손자가 된다. 그밖에 승문원의 관원으로 활동한 이유녕(李裕寧)은 10촌 동생이 된다.
부제학 조진오의 딸 양주조씨(楊州趙氏)와 혼인하였다. 그의 증조부는 형조판서 정헌공 조영진(定獻公 趙榮進)이고, 형조판서 조계원(趙啓遠), 호조판서 조존성(趙存性)의 후손이었다.
1849년(헌종 14) 11월 18일 경상도, 충청도, 경기유생(京畿儒生) 일부와 유학 이진택(李鎭宅), 황종두(黃鍾斗) 등 3천명이 서얼의 허통을 청하는 공동연명상소를 올릴 때, 상소에 서명하였다. 승정원일기 헌종조 편에는 그의 이름이 이인령(李獜寧)으로 나타난다.
1879년(고종 16) 3월 5일 승문원의 천거로 탈이 생긴 이문학관 이우(李堣) 대신 승문원이문학관에 임명되었다. 3월 27일 탈이 생겨서 체차되었다. 3월 29일 병비로 부사맹(副司猛)에 임명되었다. 다시 승문원 이문학관이 되었다. 1880년(고종 17년) 1월 3일 다시 이문학관(學官)으로 재직 중 나이 80이 넘은 관원들을 가자할 때 통정(通政)에 가자되었다. 1880년 1월 13일 부호군(副護軍)에 임명되었다. 1883년 통정대부 돈녕부도정이 되었다.
어떤 이유에서였는지 그의 자료, 기록은 상당수 실전되었다. 묘소는 경기도 광주 언주면 내동(內洞), 현 서울특별시 서초구 내곡동 자좌(子坐)에 부인 양주조씨와 합장되어 있다.

## 가족 관계
- 할아버지 : 이한운(李漢雲, 1735년 6월 22일 ~ 1806년 6월 8일)
- 할머니 : 밀양 박씨(1735년 6월 12일 ~ 1813년 11월 27일), 동지중추부사 박성희(朴聖希)의 딸
- 아버지 : 이현상(李顯相, 호는 태화(太華), 1770년 6월 14일 - 1822년 7월 14일)
- 어머니 : 풍양 조씨(1767년 4월 1일 ~ 1822년 6월 24일), 승사랑 조기영(趙基永)의 딸, 관찰사 조성보(趙聖輔) 5대손
  - 형 : 이학령(李鶴寧)
  - 형 : 이기령(李麒寧, 1786년 9월 6일 ~ 1876년 2월 13일)
  - 형 : 이봉령(李鳳寧, 호는 분서(汾西), 1793년 9월 21일 ~ 1871년 5월 5일)
    - 조카 : 이재명(李在明, 1830년 11월 20일 ~ 1891년 5월 14일)
- 부인 : 양주조씨(1799년 11월 26일 ~ 1849년 7월 2일), 부제학 조진오(趙鎭五)의 딸, 판서 정헌공 조영진(定獻公 趙榮進) 증손
  - 딸 : 우계이씨
  - 사위 : 류본영(柳本英)

## 같이 보기
- 승문원
- 이현상
- 이재명
- 이봉령
- 이유녕
- 이재정
- 이문